# Харківський тракторний завод
«Харківський тракторний завод» (ХТЗ) — найбільше в Україні підприємство з виробництва уніфікованих гусеничних та колісних сільськогосподарських тракторів. З 2016 року входить до складу DCH.

## Історія ХТЗ

### 1930—1949
Протягом 1927—1928 років заводи СРСР дали 1272 трактори, в продовж 1928—1929 років видали «на гора» вже 3281. Цього було недостатньо, і потреби сільського господарства задовольнялись на ту пору, головним чином, за рахунок імпорту. Тому було переглянуто п'ятирічний план спорудження заводів сільськогосподарського машинобудування й ухвалено рішення про негайний початок зведення трьох промислових гігантів, кожен з яких випускав би щороку по 50 тисяч тракторів. Восени 1929 року Вища Рада Народного Господарства СРСР ухвалила рішення про будівництво одного з тракторних заводів у Харкові. Для спорудження було визначено термін — п'ятнадцять місяців.
У Наказі по ВРНГ СРСР № 455 від 23 грудня 1929 року відзначалося, що державному інституту з проектування металургійних заводів (Діпромез) до 15 січня 1930 року треба закінчити роботи по складанню ескізного проекту Харківського тракторного заводу з випуску 50 тисяч тракторів на рік у дві зміни з урахуванням безперервного тижня. Модель трактору мала бути схожою з трактором «Катерпіллар», потужністю в 25-30 кінських сил. Всесоюзному автотракторному об'єднанню надавалося право вирішувати питання про доцільність залучення іноземної допомоги при виконанні будівельних операцій, а також про запрошення окремих іноземних спеціалістів для участі в пуску та налагодженні майбутніх заводів (малося на увазі Харківського та Челябінського тракторних заводів, а Сталінградський завод вже було збудовано до того часу). Згодом початкове промислове завдання було змінено: ХТЗ випускатиме 50 тисяч тракторів СХТЗ 15-30. Цей трактор був розроблений на основі конструкції одного з найкращих тракторів того часу «Інтернаціонал 15/30» потужністю 15-30 кінських сил, який випускався американською компанією «International Harvester».
11 січня 1930 року наказом по ВРНГ СРСР було призначено начальником управління «Південтракторобуду» М. Г. Мишкова. І в січні того же року делегація досвідчених інженерів виїхали до Німеччини та Сполучених Штатів за верстатами, пресами, молотами, за катувальними машинами, конвеєрами.

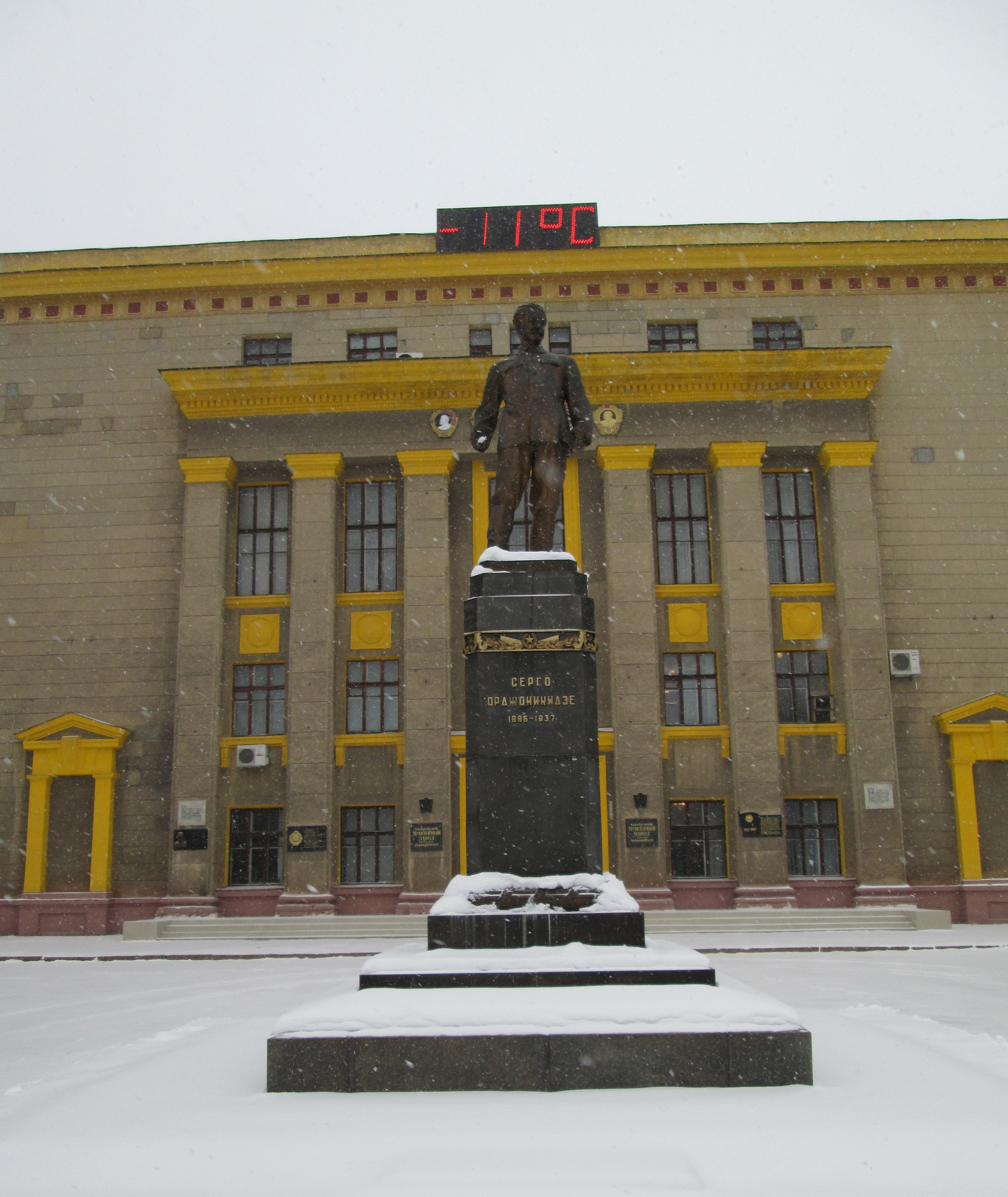
Пам'ятник Серго Орджонікідзе, що стояв біля адміністративного корпусу ХТЗ у 1956—2015 роках

Будівельний майданчик був відведений за 15 кілометрів від Харкова на магістралі Південних залізниць біля роз'їзду Лосеве. Територія будівництва займала загалом площу приблизно в 600 га, з яких на власне заводську територію (на північ від залізниці) припадало близько 150 га, а решта площі була зайнята тимчасовими поселеннями для робітників і техперсоналу — 180 га (північно-західний и південно-східний кути майданчика), адміністративно-управлінськими закладами, складами і базами будматеріалів та обладнанням — близько 140 га (центральна частина, в майбутньому зелена зона соціалістичного містечка), кварталами останнього — 130 га.
Після вибору майданчика були зроблені тахеометричні та нівелірні заміри, закладена достатня кількість бурильних свердловин, аби мати змогу судити про геологічну будову ґрунту, який на всій території майданчика виявився здебільшого однорідний: під чорноземом завтовшки один метр залягає потужна товща щільної глини, перетята на глибині близько семи метрів піщаним шаром в 1,2-1,5 метра. Ґрунтові води залягають дуже глибоко. Були зібрані й метеорологічні та кліматичні дані за ряд років, перевірені й зважені. Будівельні роботи вели спеціальні організації: будівництво — Індбуд; санітарно-технічні Укрсантехбуд і Промвентиляція, залізничні — Трансбуд, зовнішнє водопостачання і каналізацію — Водобуд; електротехнічні роботи — ВЕО; металеві конструкції — Монтажне бюро управління ХТЗ.
У січні 1930 року, як тільки було розбито будівельний майданчик, почали завозити лісоматеріали для тимчасових споруд. Була потрібна велика кількість будівельників різних професій і кваліфікацій — орієнтовно до 12-15 тисяч осіб. На таку кількість осіб і були розраховані тимчасові споруди.
Всі тимчасові споруди ділилися на два селища: Північне — біля Промбуду, Південне — біля Житлобуду, центральна частина — адміністративно-громадські заклади, матеріальні бази і транспорт. Північне та Південне поселення були розраховані на дванадцять тисяч робітників з відповідним технічним персоналом. Селища складалися з бараків зі службами їдалень, продуктових і промислових магазинів, мережі яток і кіосків, поліклініки, лазні, пральні, перукарні та клубу. Загалом було збудовано допоміжних споруд: житлових бараків — 95, контор і конторок — 21, комунальних закладів — 65, адміністративно-громадських закладів — 14, магазинів та яток — 12, медичних закладів — 6, складів і комор — 34.
Через наявність на будівництві кількох артілей для них були зведені селища з конюшнями, складами фуражу, водопроводом тощо. Також були підведені залізничні колії до складів і на дільниці. Частково були виконані роботи з викладенням шосе в селищах і на територіях Тракторобуду, спроектовано і майже завершене прокладання шосе для сполучення з Харковом. Було побудовано та обладнано кінний двір для гужового транспорту, авто гараж для вантажівок і тракторів.
Ще на самому початку підготовчого періоду була передбачена необхідність у цегельному заводі, який згодом було споруджено. Його продуктивність становила п'ять мільйонів штук цегли на місяць.
Вища Рада Народного Господарства країни в квітні 1930 року затвердила строки будівництва ХТЗ. Рішення про побудову в Харкові тракторного заводу і затвердження остаточного завдання на проектування датувалося 1930 роком, а пуск заводу і початок випуску продукції неперервним потоком — 1 жовтня 1931 року.
Нестача часу і стислість підготовчого періоду не дали можливості управлінню будівництвом організувати роботи в загальноприйнятій для них послідовності. Виходом зі становища була організація всіх видів будівельних і монтажних робіт одночасно. Методом для цього стало максимальне ущільнення робіт на певному об'єкті за прискорених темпів проектування і виготовлення робочих креслень.

Поетичне оповідання Наталі Забіли, присвячене будівництву Харківського тракторного заводу. 1933.

Стосовно промислового будівництва, то в механоскладальному цеху зведення залізобетонного каркаса і зовнішніх стін було завершене до настання морозів, опалубку знято. Приступили до встановлення металевих ліхтарів і вкривання даху. Заготівля віконних хрестовин і дверей, здебільшого, теж була завершена. У грудні передбачалося забетонувати всю залізобетонну підлогу цього корпусу поверхнею близько 50 тисяч квадратних метрів.
Ливарний цех являв собою критичне місце будівництва. Бетонні роботи не були завершені до початку морозів, тому що пізно надійшли креслення.
Каркас ковальського цеху був металевим. Встановлення його затяглося до березня. Закладали тільки фундаменти під молоти та інші механізми. Загалом було забетоновано близько 30 фундаментів.
Спорудження ремонтно-механічного цеху, заводоуправління та навчального комбінату будівельники завершили в грудні 1930 року.
13 грудня 1930 року директором Тракторобуду назначили Пантелеймона Івановича Свистуна, який 30 вересня 1931 року став першим директором ХТЗ.
У січні 1931 року продовжувалося спорудження об'єктів виробничого призначення та житлового будівництва ХТЗ. Особлива увага приділялася ковальському та ливарному цехам.
За великих морозів у січні-лютому знаменита на Тракторобуді бригада «залізного виконроба» Д. О. Мельникова показувала зразки трудового героїзму. Це значною мірою посприяло своєчасній здачі обладнання під монтаж. Тракторобуд став кузнею знаних на весь світ трудових рекордів, сподвижниками і авторами яких були бригади мулярів П. І. Кушнарьова, А. І. Мікуніса, бетонників Г. В. Марусіна, П. І. Мовлєва, І. Д. Сидоренко, В. І. Радкевича.
Серед тих, хто, не покладаючи рук, не рахуючись з втомою і часом працював на будівництві — воїни Червонопрапорної дивізії під командуванням комдива М. Ф. Лукіна. За свою роботу на будівництві вона першою серед військових з'єднань була вшанована орденом Леніна.
Треба віддати належне професійним знанням і чесному ставленню до справи на Тракторобуді іноземним спеціалістам, які здійснювали інженерний нагляд за перебігом будівництва і допомагали в розв'язанні невідкладних проблем. Очолював їх американський інженер, завідувач будівного відділу будівництва заводу Л. Сваджіан, якого нагородили орденом Леніна.
21 вересня 1931 року колектив ХТЗ рапортував про готовність до пуску заводу-велетня, який був збудований і змонтований за п'ятнадцять місяців. 28 вересня 1931 року постановою Всеукраїнського ЦВК заводу присвоєно ім'я «тов. Орджонікідзе».
1 жовтня 1931 року відбувся мітинг з нагоди пуску заводу. Незважаючи на великий дощ, холодний вітер, трибуну біля корпусів заводу оточило 25 тисяч робітників будови, делегації всіх харківських заводів, колгоспів, заводів інших міст. На трибуні були члени ЦК КП(б)У та уряду: Косіор, Петровський, Строганов, Терехов, Чернявський, Сухомлин, Сербиченко, Дубовий, Свистун, Потапенко, поети Дем'ян Бєдний та А. Безименський та інші. На окремій трибуні консули чужоземних держав.
З літака у тисячах примірників над мітингом розкидані листівки з віршами Безименського. Директор заводу П. І. Свистун в своєму рапорті розповів про те, як зводився тракторний, як героїзм та самовідданість долали всі перешкоди. В 13 годин 5 хвилин червона стрічка була розрізана Г. І. Петровським, і під оркестрові звуки та бурхливі крики зійшов з конвеєра первісток українського тракторобудування СХТЗ 15-30. Трактор був яскраво-червоного кольору, за кермом сиділа Маруся Бугайова, одна з ударниць Тракторобуду. Через 10 хвилин пішов другий трактор, потім третій і так перші десять тракторів.

Перші випробування трактора в Андріївській комуні «Надія» (1931)

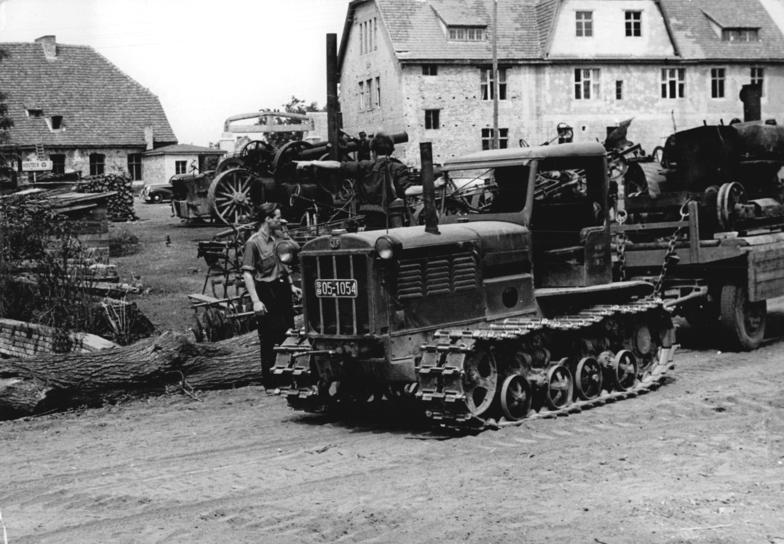
СХТЗ-НАТІ

Перші випробування трактора пройшли в Андріївській комуні «Надія».
У жовтні випустили 50 машин, листопаді — 381, в грудні — 863, всього за три місяці першого року існування заводу було здано 977 тракторів. Робота в ці місяці була періодом боротьби з «дитячими хворобами» пускової стадії.
Наступним результатом роботи харківських тракторобудівників стала машина СХТЗ-НАТІ ІТА, яка випускалась з 1937 по 1949 рік. При розробці за основу була взята конструкція Сталінградського тракторного заводу і НАТІ. Про що говорять літери в назві. Потужність цього трактора становила 52 кінських сили, тобто вдвічі більше, ніж у колісних, які мали двигун потужністю 30 к.с. Ця гусенична машина витрачала менше пального для обробітку одного гектара на 25 відсотків ніж її попередники. Безсумнівною перевагою нового гусеничного трактора була можливість використовувати його в найрізноманітніших природних умовах, у всіх місцях де потрібна була висока прохідність. Також ця машина випускалась під час евакуації в роки воєнного лихоліття в місті Рубцовськ Алтайського краю, де завдяки харківським тракторобудівникам пізніше з'явився Алтайський тракторний завод. Тієї ж пори були створені експериментальні тракторні дизель-двигуни, які працювали на солярному маслі[що це?]. Випробування засвідчили: якщо трактор зі звичайним гасовим двигуном витрачав на одну кінську силу 315 — 320 грамів гасу, то дизель-двигун — тільки 210 грамів солярки — продукту більш дешевого, ніж гас.
Реконструкція заводу, розпочата в 1936 році, мала на меті забезпечити перехід підприємства на випуск досконаліших, потужніших гусеничних тракторів. На кінець 1938 року щодня із заводського конвеєра сходило по 40—50 тракторів, а на полях уже працювало понад 10 тисяч таких машин. З початку того ж року уряд ухвалив рішення про випуск на ХТЗ газогенераторних гусеничних тракторів. Також розпочався випуск електричних холодильників домашнього типу.
Розпочата війна змусила перебудувати виробництво і на ХТЗ. Якщо до війни основною продукцією підприємства були трактори, то вже на початку війни завод різко збільшив випуск військової продукції, її питома вага зросла від 19,6 відсотка в липні до 83,2 відсотка в серпні-вересні 1941 року. Самохідна установка ХТЗ-16 була розроблена спільними зусиллями КБ танкового відділу НАТІ та ВГК ХТЗ. Серійне випускалася з вересня по жовтень 1941-го на ХТЗ. Всього було виготовлено близько 90 установок, які взяли участь у боях під Харковом.

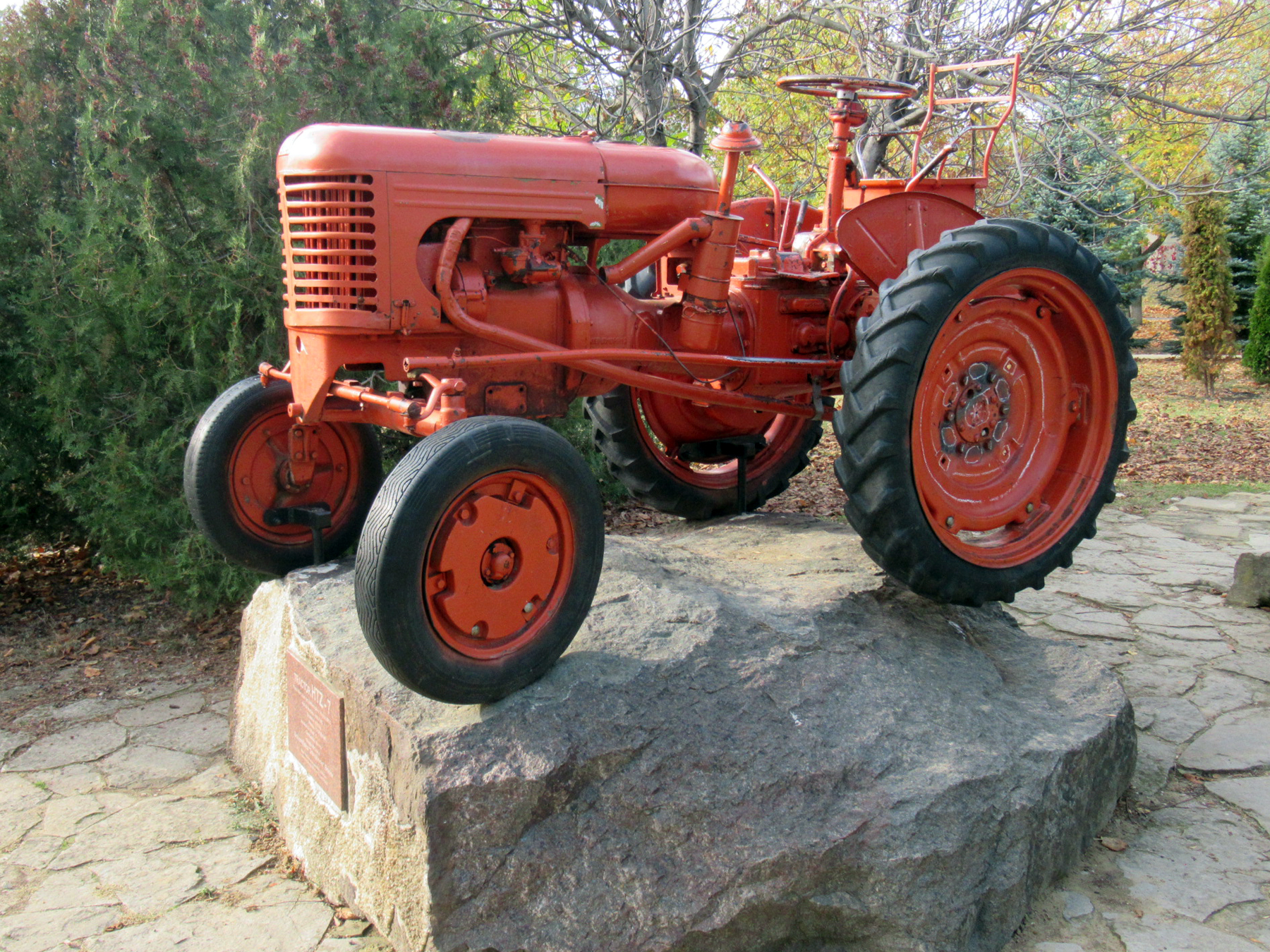
ХТЗ-7 у парку Технічного університету Молдови

28 грудня 1949 Харківський тракторний завод розпочав випуск нових малолітражних тракторів «ХТЗ-7».

### 1949—1967

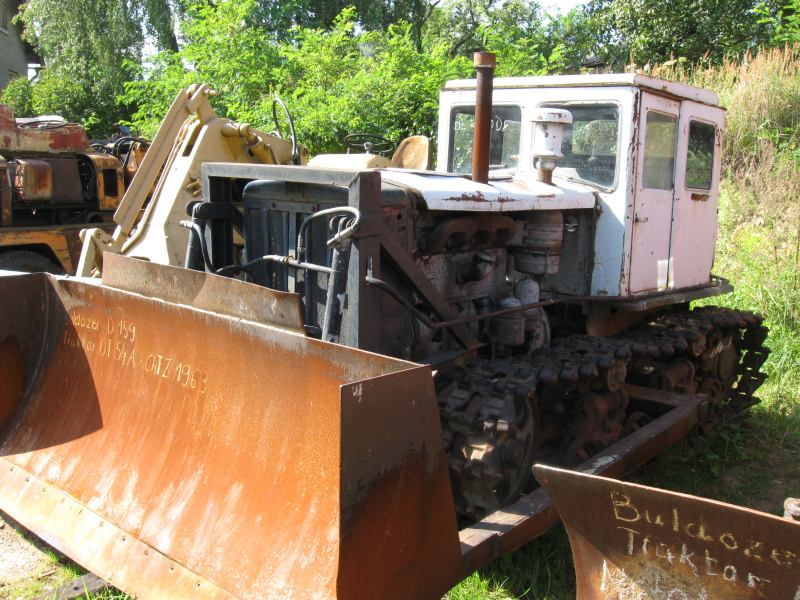
ХТЗ-ДТ-54

З 1949 року відроджений з руїн ХТЗ перейшов до випуску дизельного трактора ДТ-54, що здобув заслужену славу безвідмовного трудівника на хлібних ланах всіх регіонів СРСР. 29 вересня 1954-го року з головного конвеєра Харківського тракторного заводу зійшов 100-тисячний дизельний трактор ДТ-54. Відомі далеко за межами України та СРСР машини під маркою ХТЗ-ДТ-14, ДТ-20, Т-25 були широко затребувані на всіх п'яти континентах планети, через що завод здобув почесну міжнародну нагороду «Золотий Меркурій». Зокрема для випуску таких машин в Індії був спеціально збудований тракторний завод. В четвертому кварталі 1955 року ХТЗ перейшов на випуск дизельного трактора ДТ-14. Прообразом цієї машини служив ХТЗ-7, лише з тією різницею, що на нову машину встановлювався дизельний двигун потужністю 14 кінських сил.
В той же час впродовж 1948 — 1950 років було створено легкий артилерійський тягач (АТЛ), а в 1953 — 1954 рр. ХТЗ випустив дослідну партію цих машин. Одночасно підприємство займалося створенням електротрактора ХТЗ-12. Усього таких машин було виготовлено 32. Вони працювали в різних господарствах країни, однак себе не виправдали. Згодом завод припинив їх виробництво. Паралельно на заводі створювалась нова модель трактора на базі машини ДТ-54 під назвою Т-75. Її потужність зросла до 75 кінських сил. Перші три трактори Т-75 зійшли з конвеєра для відправлення на державні випробування в травні 1960 року. А 29 вересня 1960 року без зупинки виробництва Харківський тракторний завод перейшов на серійний випуск гусеничних тракторів Т-75 які замінили вже застарілі ДТ-54. В 1961 році, виконуючи вказівку з центру ХТЗ розпочав підготовчі роботи з метою заміни виробництва Т-75 на новий трактор Т-74 з дизелем СМД-14, який мав виготовлятися на місцевому заводі «Серп і молот». Через рік завод перейшов на випуск Т-74, припинивши виробництво Т-75.

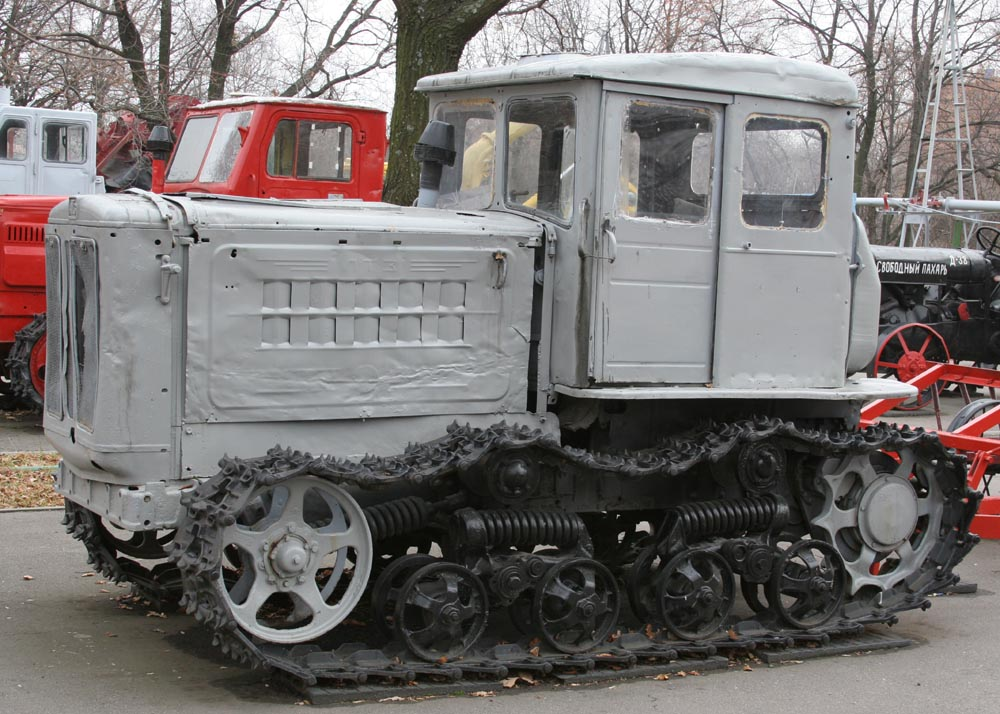
ХТЗ-74

Одночасно Харківському тракторному заводу доручили створити трактор потужністю 130 кінських сил. І вже наприкінці липня 1961 року на полях колгоспу імені Орджонікідзе Лозівського району з'явився новий колісний трактор, який виконував глибоку оранку п'яти-корпусним плугом зі швидкістю 9 кілометрів на годину, це був Т-125. 19 жовтня 1964 року «Вища рада народного господарства СРСР» прийняла постанову № 98, якою передбачалося створення потужностей з випуску Т-125 та уніфікованих з ним гусеничних тракторів. Цією постановою передбачалася реконструкція Харківського тракторного заводу зі спорудженням окремих нових об'єктів на території заводу.
З 1966 року розпочалось виробництво трактора Т-125, а також його модифікацій: КТ-125 — тягача із землерийним обладнанням, яке виготовляв Київський завод «Буддормаш», Т-127 — трелювального трактора. Разом з тим в 1965 році було затверджене технічне завдання на проектування гусеничного трактора Т-150, яке передбачало створення модифікацій тракторів, у тому числі колісних. Технічний проект був схвалений науково-технічними радами галузі та НАТІ в січні-лютому 1967 року.
В той же час в 1967 році з конвеєра ХТЗ зійшов мільйонний трактор — Т-74 модернізована модель ДТ-54.

### 1967—1994

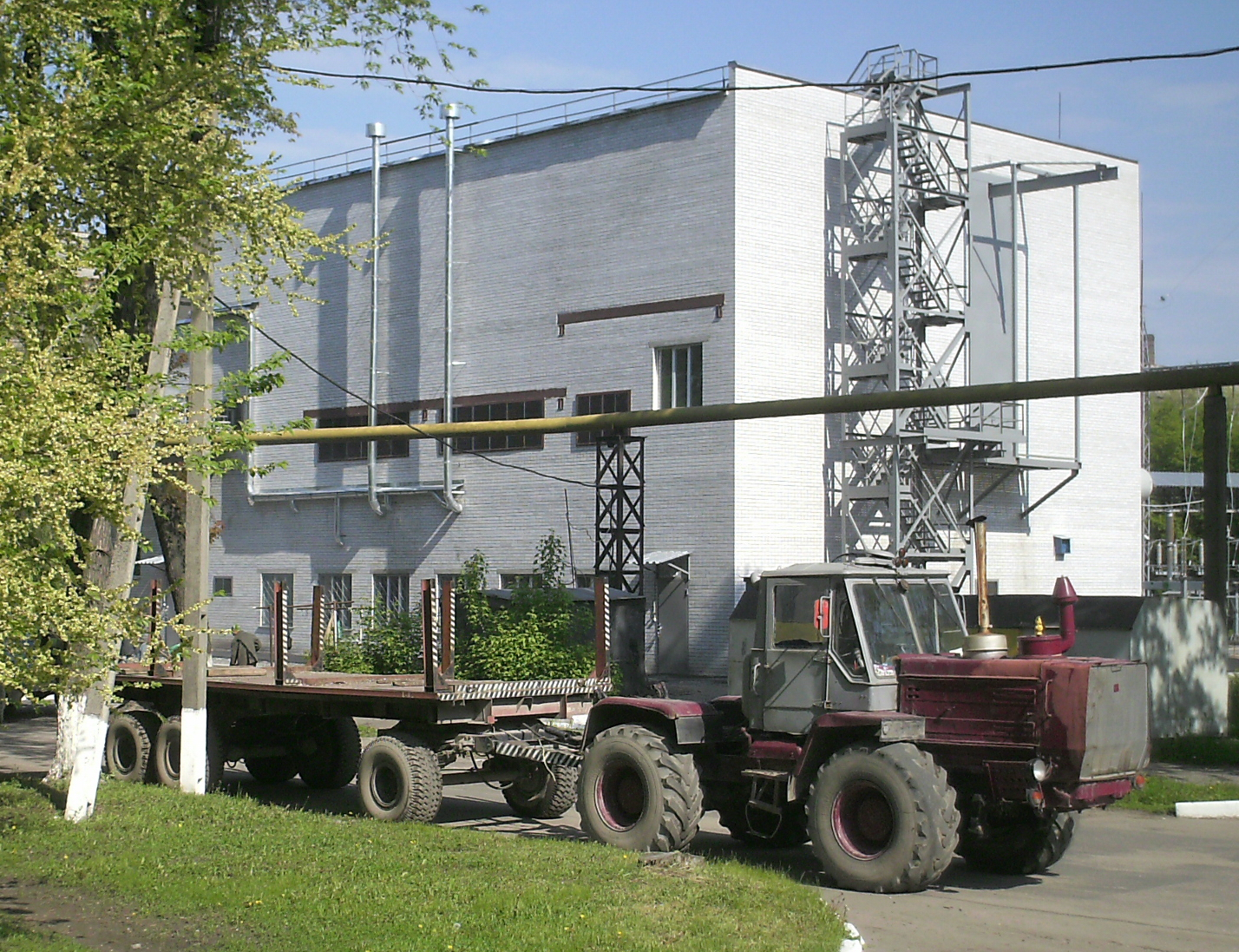
ХТЗ-Т-150

У 70-ті роки завод, провівши без зупинки виробництва корінну реконструкцію, успішно перейшов на випуск тракторів класу «3 тонни» трактора Т-150 в гусеничному і колісному виконанні. Цікаво що у листопаді 1979 року відбулися випробування трактора Т-150К на випробній станції університету штату Небраска в США. Порівняння результатів випробувань тракторів Т-150К і тракторів-аналогів, проведених на цій станції за шести-бальною системою засвідчило, що Т-150К за своїм технічним рівнем переважає всі інші аналоги. З 1985 року в різних районах Харківщини проводилися випробування тракторів ХТЗ-200 та ХТЗ-180 На машинах були встановлені двигуни СМД потужністю 180 кінських сил. Продуктивність ХТЗ-200 виявилася на 50 відсотків більшою, ніж у Т-150, а зниження витрати пального — до 21 відсотка. Крім того, за рахунок зменшення динаміки повороту знизилася навантаженість елементів трансмісії.

### 1994—2015
У 1994 році завод перетворений у відкрите акціонерне товариство «Харківський тракторний завод ім. С. Орджонікідзе». У 2000 році була створена нова «серія 160» потужних інтегральних орно-просапних тракторів, призначених для сільськогосподарських робіт із оброблення та збирання цукрового буряка, кукурудзи, соняшника, картоплі, гречки, сої та інших просапних культур. У порівнянні з тракторами МТЗ-80 і Т-70 їхня продуктивність зросла в 2-2,5 рази. Міжнародним «Бюро Верітас» було сертифіковано систему якості виробництва згаданих тракторів згідно зі стандартами ISO 9001, до речі майже всі трактори ХТЗ мають сертифікат відповідності у системі сертифікації УкрСЕПРО та Росії ГОСТ.
Для робіт у сільському та комунальному господарствах, для транспортування вантажів у промисловості та будівництві були створені трактори серій 30 та 50. За 75 років роботи в цехах підприємства було виготовлено близько трьох мільйонів тракторів. Серед усіх тракторних заводів колишнього СРСР ХТЗ — єдиний завод з воріт якого виходили моделі всіх існуючих класів — від маленьких садово-городніх потужністю 8 кінських сил і до надпотужних 190 сильних гусеничних і колісних тягачів. Нині досвідчений колектив робітників і фахівців ХТЗ розвиває й дбайливо підтримує в робочому стані потужну виробничу базу з випуску сучасних машин підвищеного технічного рівня. Серед них колісні трактори загального призначення: ХТЗ-17221 (з каркасною кабіною) і ХТЗ-17222 (з метало-пластиковою обшивкою нового дизайну), Т-150-К-09 (машина, широко відома своєю універсальністю та економічністю). Трактори оснащені надійними дизелями Ярославського моторного заводу. Відповідають всім вимогам сільських трудівників (особливо на буряковій ниві), найуспішнішою стала модель орно-просапного трактора ХТЗ-16131 з двигуном Deutz.
Популярним в сільському господарстві і в промисловості залишається маневрений колісний навантажувач ХТЗ-156. Завод продовжує випускати гусеничні трактори — найвідоміший і найбільш широко застосований з них ХТЗ-150-05-09, а також нову модернізовану машину ХТЗ-181. З 2007 року продуктова лінійка «ХТЗ» була вперше розширена дорожньо-будівельним бульдозером ТС-10. Перша партія машин цієї серії продана на підприємства Білорусі та України. На сьогоднішній день все більше значення набуває не тільки виробництво нових моделей тракторів, а й їхній подальший супровід — перед-продажне, гарантійне та сервісне обслуговування — у 2005 році в Україні заводом була створена дилерська мережа. У 2013 році згідно рейтингу провідних підприємств високотехнологічного машинобудування України за рівнем управлінських інновацій ХТЗ посів шістнадцяте місце. Також слід зазначити, що підприємство зберігає за собою важливі об'єкти соціальної сфери.
17 жовтня 2013 року стало відомо, що підприємство припиняє роботу з 18 жовтня з відправкою співробітників у неоплачувану відпуску через припинення оформлення митних декларацій Харківською митницею Міністерства доходів і зборів України 7-ми російських підприємств, які поставляють Харківському тракторному заводу комплектуючі та матеріали для виробництва тракторів.
У ніч з 10 на 11 квітня 2015 року був демонтовано пам'ятник члену Політбюро ЦК ВКП(б) Серго Орджонікідзе, що стояв перед будівлею головного заводоуправління. 11 квітня Харківський тракторний завод офіційно відреагував на це так: «…фашистські нелюди плюнули в історію України та в душі працівників Харківського тракторного заводу імені Серго Орджонікідзе. Вночі вандали та варвари в масках знесли пам'ятник Серго Орджонікідзе… Цим актом бандити, під покровом темряви не тільки завдали образи та зламали власність трьохтисячного колективу заводу, а й образили більше 25 тисяч ветеранів-заводчан…».
У липні 2015 року стало відомо, що Харківський тракторений завод на міжнародному форумі «Agroport-2015», який відбудеться у жовтні 2015 року, презентує новий гусеничний трактор «Квадротек», що має нову гідротрансмісію та на 70 % складається із деталей українського виброництва, а також робить мінімальний тиск на ґрунт і дає можливість замінити гусеничний хід на колісний. У розробці нового трактора брав участь Національний технічний університет «Харківський політехнічний інститут». Крім того, ХТЗ уклало угоду із компанією «Volvo Penta» щодо комплектації її двигунами харківських тракторів, оскільки шведські двигуни екологічні, а трактори Volvo мають попит в Африці. Цими двигунами будуть комплексуватися трактори для українського та закордонного ринків, а для Росії трактори «ХТЗ» будуть оснащені двигунами «ЯМЗ».
У грудні 2015 року ХТЗ випустив партію з 10 електротракторів. Трактор коштує 15 тис. дол. Його потужність 35 к.с., що дозволяє йому рухати причепи масою до 2 т зі швидкістю 40 км/год.

### з 2016
Через правові перешкоди завод простоював із березня 2016 року до січня 2017 року, внаслідок чого без роботи залишалися понад 2,5 тис. співробітників підприємства.
З приходом нового інвестора — Олександра Ярославського, виробництво було відновлено в найкоротші терміни.
Вже в лютому 2017 року з конвеєра зійшов перший трактор, а до кінця року було випущено 794 одиниць техніки і Харківський тракторний завод вийшов на прибуток у 48,8 млн гривень.
На підприємстві повідомляють, що ключовими заходами в 2018—2019 роках стануть оновлення парку обладнання, удосконалення заводу і удосконалення виробів, що випускаються відповідно до переваг споживачів (інвестор Олександр Ярославський виділив на ці цілі близько 10 млн дол.)
2018 року заводом були представлені універсальна маневрова залізнична техніка на базі трактора Т-150 типу ММТ-2 та ММТ-2М та навантажувач Т-156Б-09-03..
З приходом інвестора компанії «DCH» було проведено модернізацію тракторів, у які зроблено понад 200 нововведень. У планах провести модернізацію заводу, а також створити на базі заводу індустріальний парк і технопарк. Також завод не працює «на склад», оскільки випускає продукцію відповідно до портфелю замовлень.
У 2018 році з конвеєра підприємства зійшло близько 900 нових машин, а експорт збільшився удвічі порівняно з 2017 роком. Приблизно такі ж обсяги плануються на 2019 рік: завод не працює «на склад», а виробляє продукцію відповідно до портфеля замовлень.
У 2020 році на Харківському тракторному заводі (ХТЗ) розпочато процедуру санації підприємства до відкриття провадження у справі про банкрутство, за рішенням Харківського окружного адміністративного суду, який зобов'язав ХТЗ сплатити державі понад 400 млн грн. боргу.

### 2022
У липні 2022 року фінансово-промислова група DCH заявила, що в результаті російських обстрілів було знищено в Харківській області один її завод та «два інфраструктурні об'єкти». Відомо, що група DCH має лише одне промислове підприємство — Харківський тракторний завод (ХТЗ).

## Продукція
Харківський тракторний завод виробляє машини, призначені для виконання найрізноманітніших робіт у багатьох галузях промисловості, сільського та комунального господарства, будівельної сфери. Крім тракторів завод випускає дорожньо-будівельну та спецтехніку (на базі тракторів), гарячоштамповані заготівлі, складноріжучий інструмент і технологічне оснащення, лиття, запасні частини.
Для сільського господарства виробляються колісні трактори потужністю 180-240 к.с., гусеничні трактори потужністю 190 к.с.
Колісні трактори:
- ХТЗ-241К
- ХТЗ-242К
- ХТЗ-243К
- ХТЗ-248К
- ХТЗ-249К
- ХТЗ-280Т
- ХТЗ-160У
- ХТЗ-150К-09.172.00
- ХТЗ-150К-09.172.10

Гусеничні трактори:
- ХТЗ-181.20
- ХТЗ-181.22

Спецтехніка:
- Бурильно-кранова машина БКМ-2М
- Трактор під установку залізничного обладнання ММТ-2, ММТ-2М
- Мульчер
- Навантажувач Т-156Б
- Малий маневровий тягач ММТ-2П

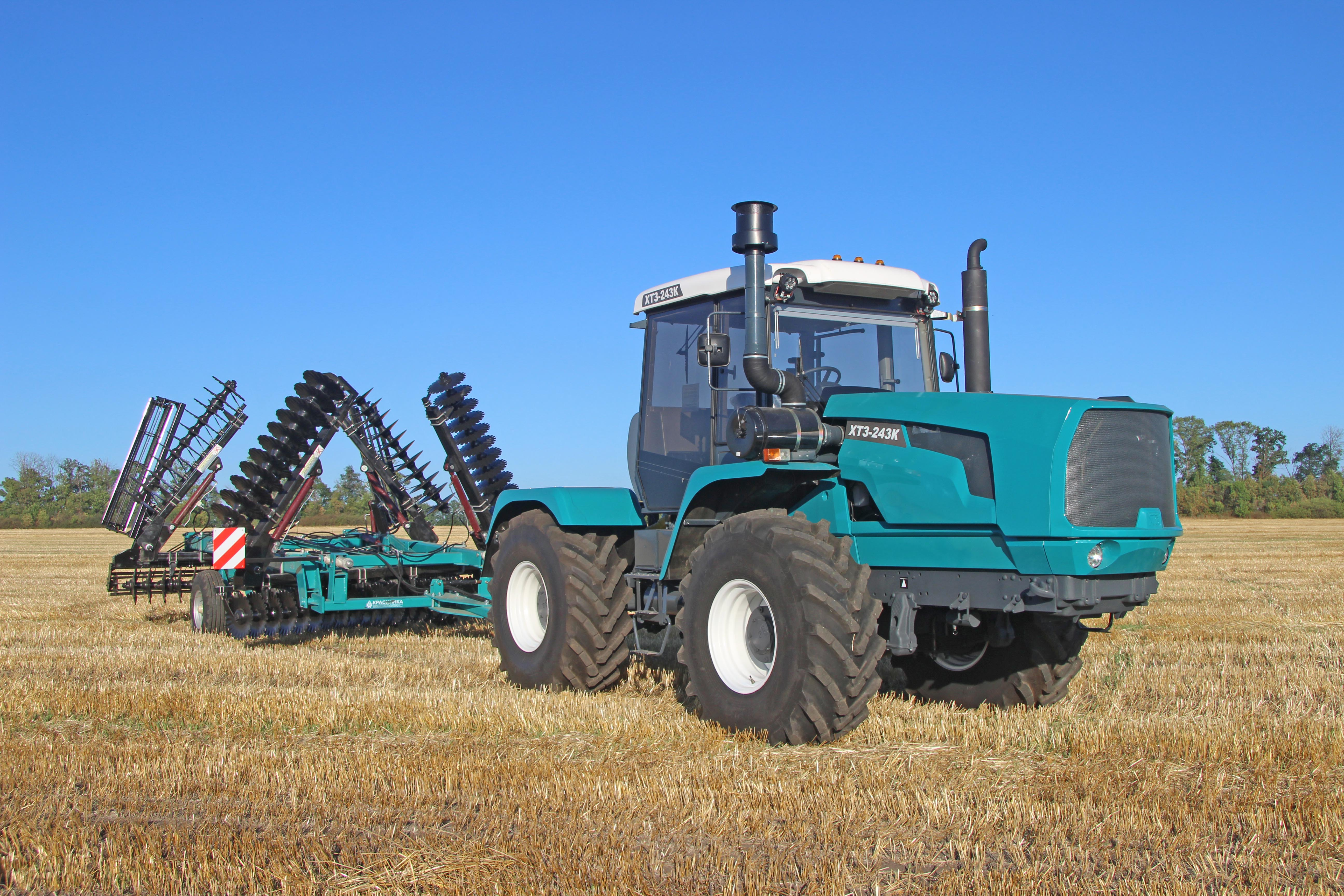
ХТЗ-243К.20
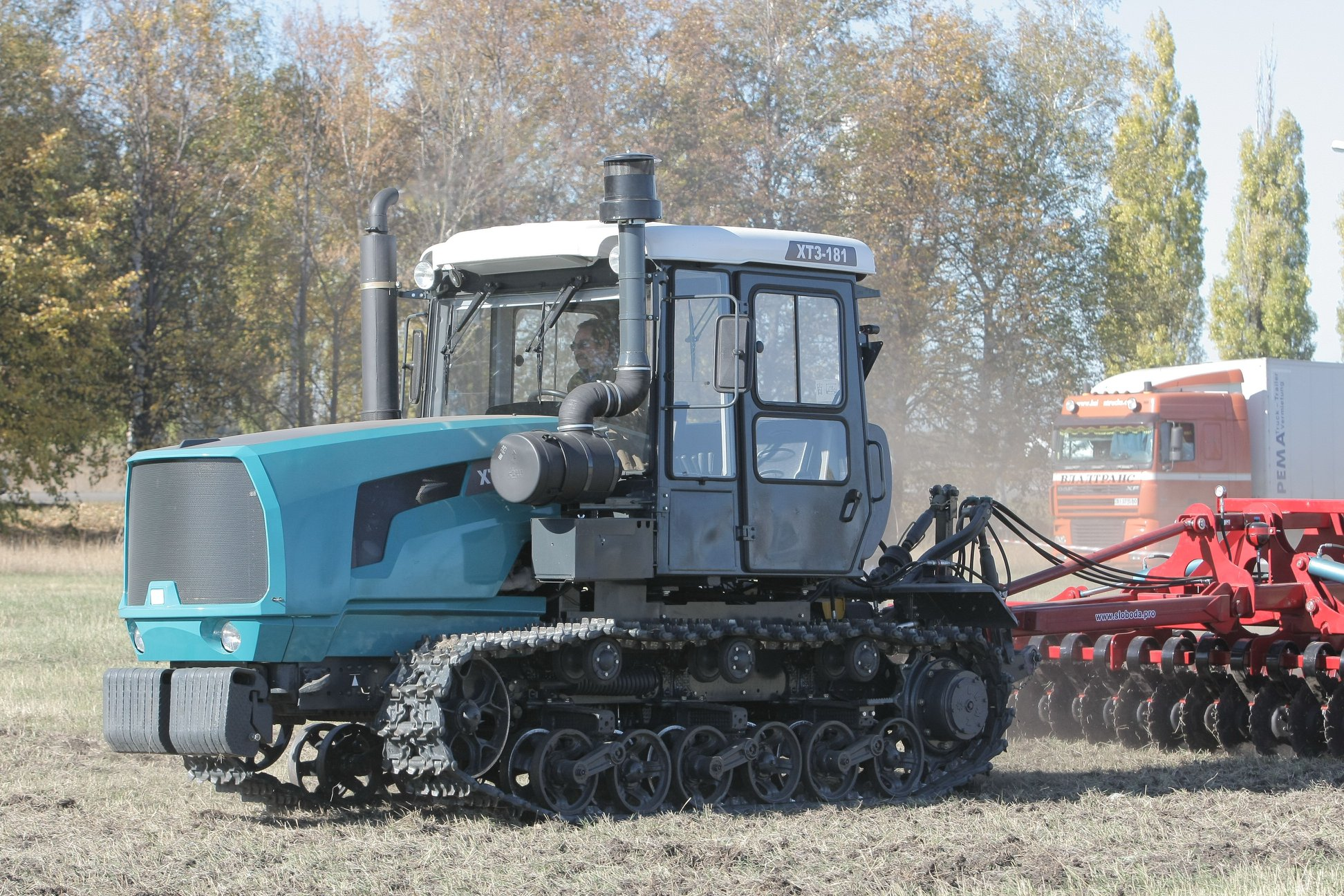
ХТЗ-181.20
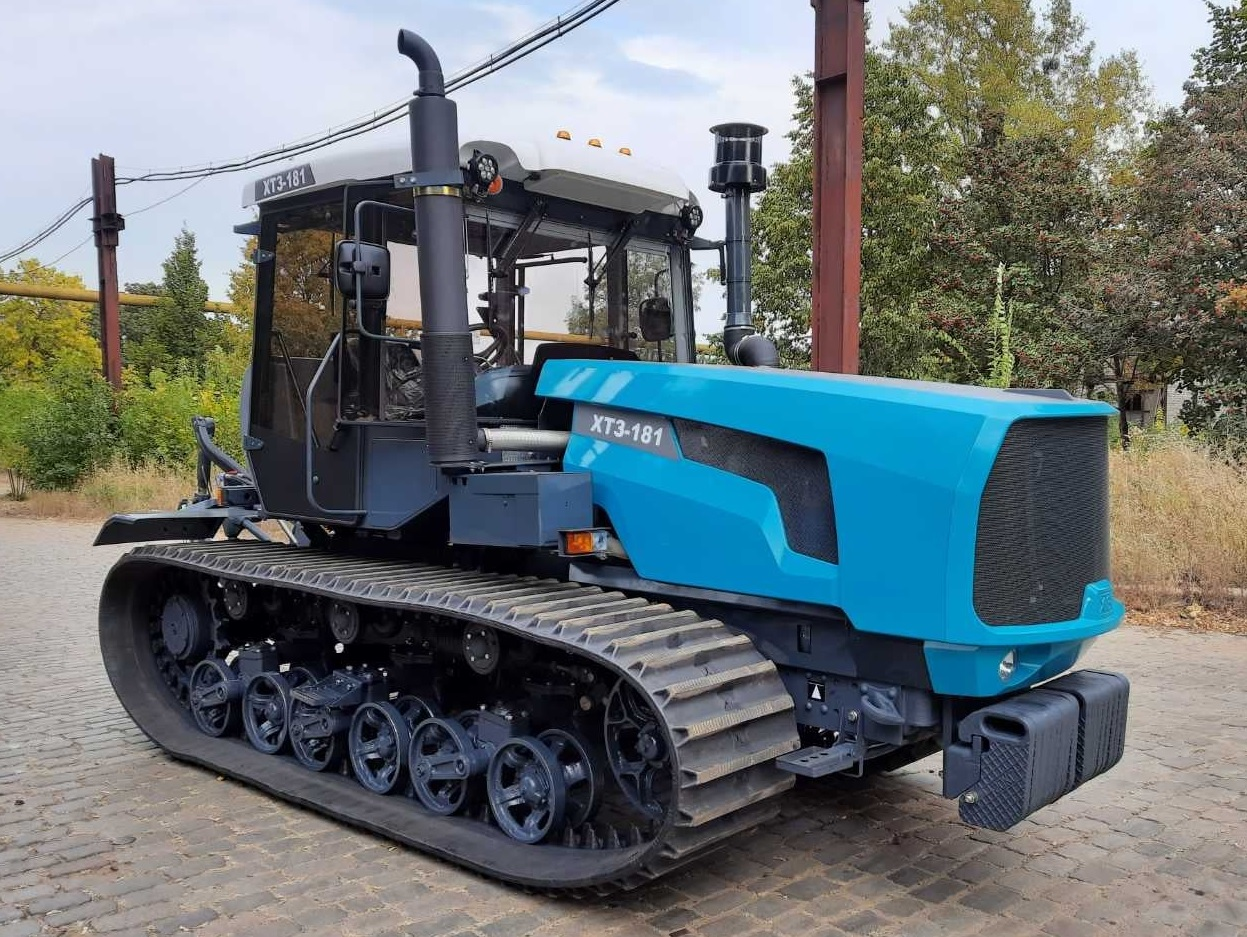
ХТЗ-181.22

## Виробничі потужності
Кількість випущених одиниць:
- 1980-ті — 70,000[25]
- 2001 — 2,013▲[26]
- 2002 — 1,700▼[26]
- 2003 — н.д.
- 2004 — 1,550▼[27]
- 2005 — 2,500▲[28]
- 2006 — 1,420▼[29]
- 2007 — 2,300▲[30]
- 2008 — 2,709▲[31]
- 2009 — 352▼[31][32]
- 2010 — 1,600[33] або 4,000▲[34]
- 2011 — 1,900▼[35]
- 2012 — 1,653▼[36]
- 2013 — 1,328▼[37]
- 2014 — 1,455▲[37]
- 2015 — 1,600▲[38]
- 2016 — н.д.▼
- 2017 — 794▲[12]
- 2018 — 900▲[39]
- 2019 — 585[40]

## Фінансові результати ХТЗ
Згідно з офіційними даними, на сьогодні всі попередні та теперішні власники підприємства не змогли зробити з машинобудівного гіганта бодай беззбиткове виробництво. Це в першу чергу пояснюється нездатністю перелаштуватися з планово-адміністративної економіки до ринкової, та непрозорістю і незбалансованістю української державної економічної політики щодо захисту власних підприємств та їх кадрів, а не окремих власників, коли «левова частка» прибутку виводиться власниками за межі підприємства та вимивається в економіки інших країн.

Офіційні фінансові показники ХТЗ 2001—2010 рр..

## Власність
До 2007 року основним акціонером ХТЗ був харківський бізнесмен, співвласник групи DCH Олександр Ярославський. Потім завод перебував у власності групи ГАЗ, яка належить російському мільярдерові Олегу Дерипасці, співвласнику групи «Базовий Елемент». З квітня 2016 року акціонером та інвестором підприємства знову став Олександр Ярославський.

## Директори ХТЗ
- 1931—1932 — Свистун Пантелеймон Іванович;
- 1932—1934 — Брускін Олександр Давидович;
- 1934—1938 — Свистун Пантелеймон Іванович;
- 1938—1939 — Воскобой Сава Ілліч;
- 1939—1942 — Парфенов Петро Павлович;
- 1943—1945 — Саленков Сергій Васильович;
- 1945—1952 — Лісняк Павло Якович;
- 1952—1954 — Пашин Михайло Андрійович;
- 1954—1969 — Саблєв Павло Юхимович;
- 1969—1996 — Біблик Валентин Васильович;
- 1996—2005 — Тодоров Петро Прокопович;
- 2005—2006 — Кривоконь Олександр Григорович;
- 2006—2007 — Коваль Андрій Анатолійович;
- 2007—2008 — Косов Олександр Олександрович;
- 2008—2013 — Серебряков Сергій Олександрович;
- 2013—2016 — Губін Владислав Валерійович;
- 2016—2022 — Коваль Андрій Анатолійович;
- 2022—2024 — Аносов Вадим Іванович
- 2024 —      Ніколаєнко Олексій Вікторович

## Галерея

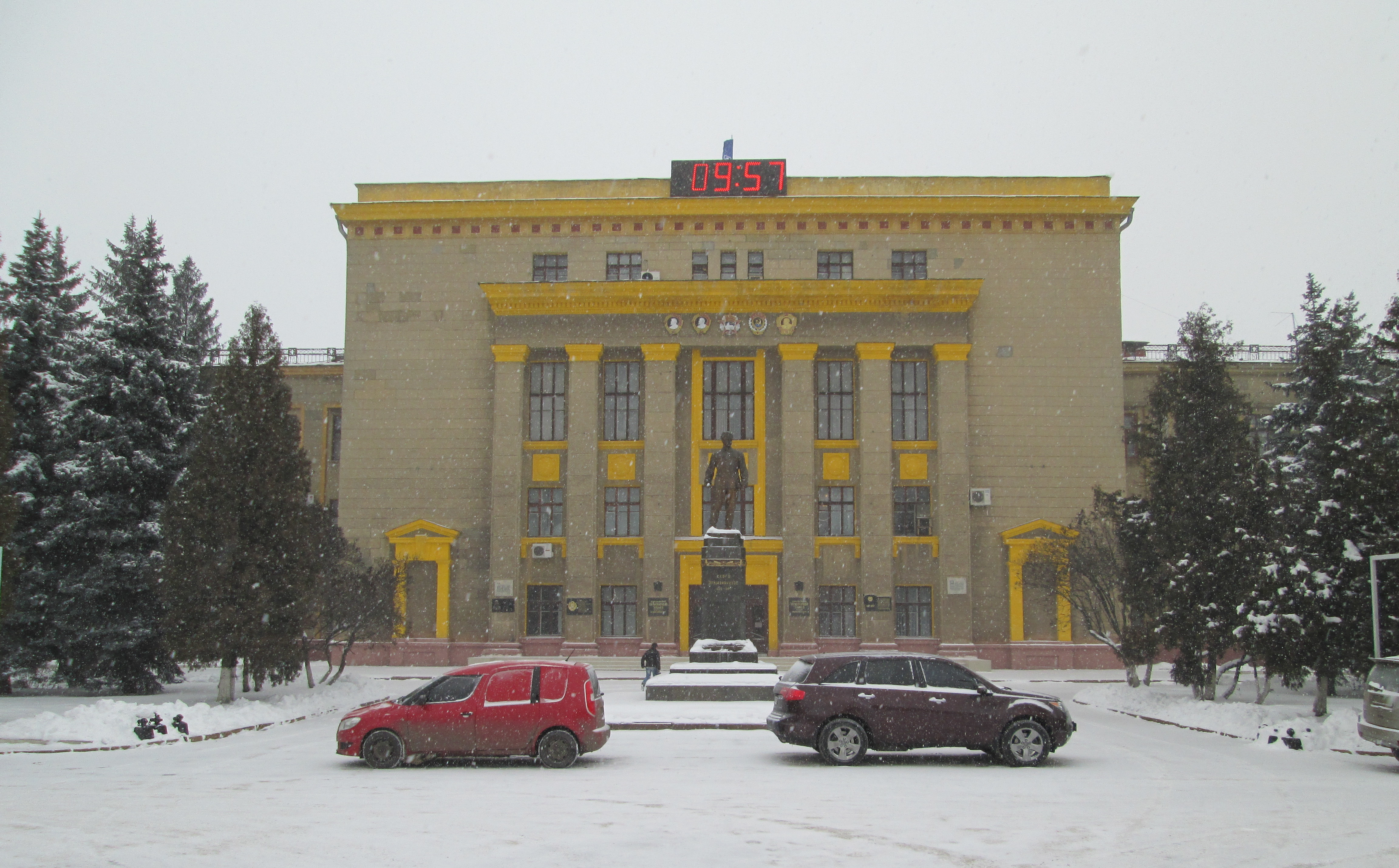
Заводоуправління
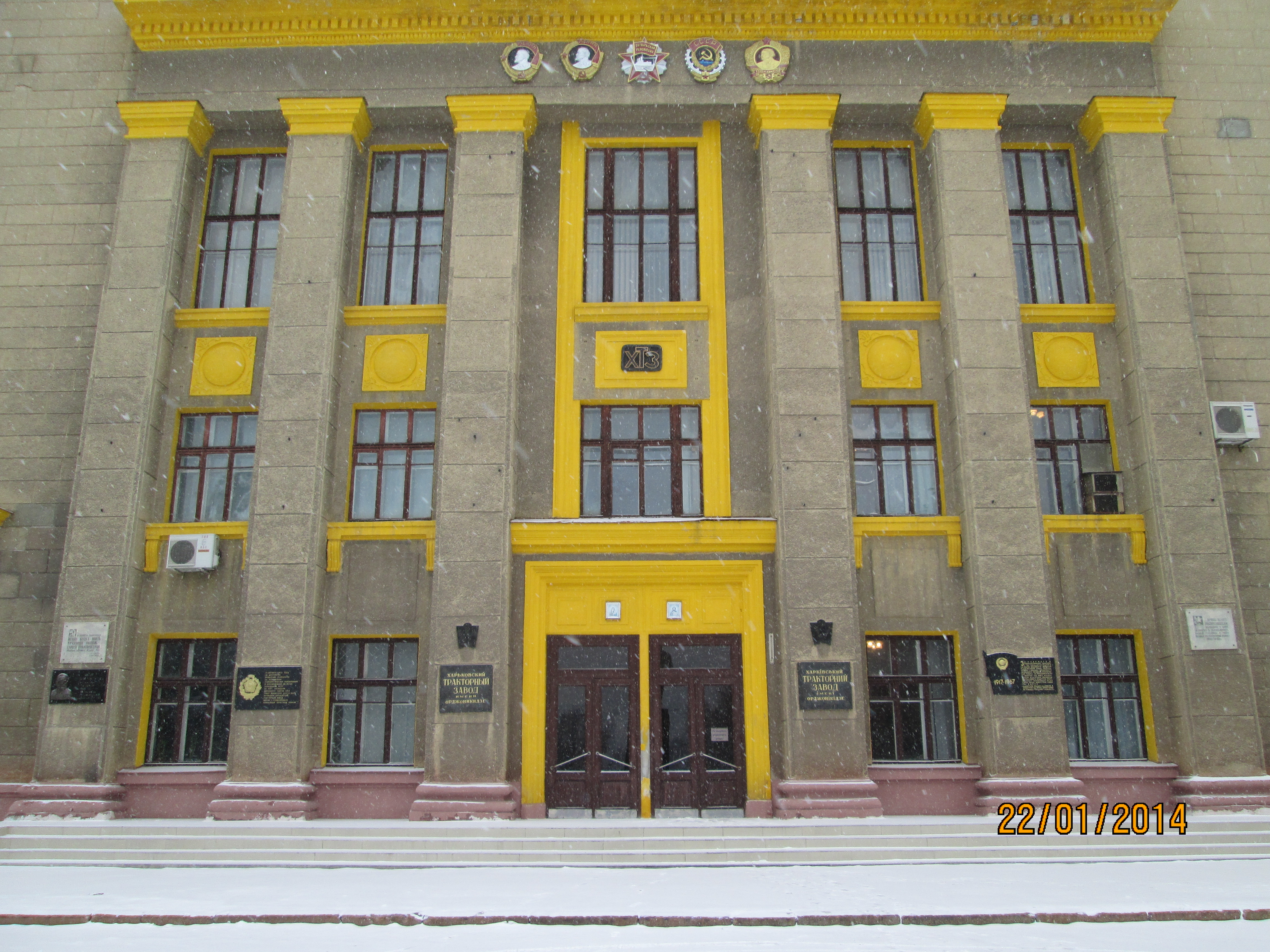
Заводоуправління
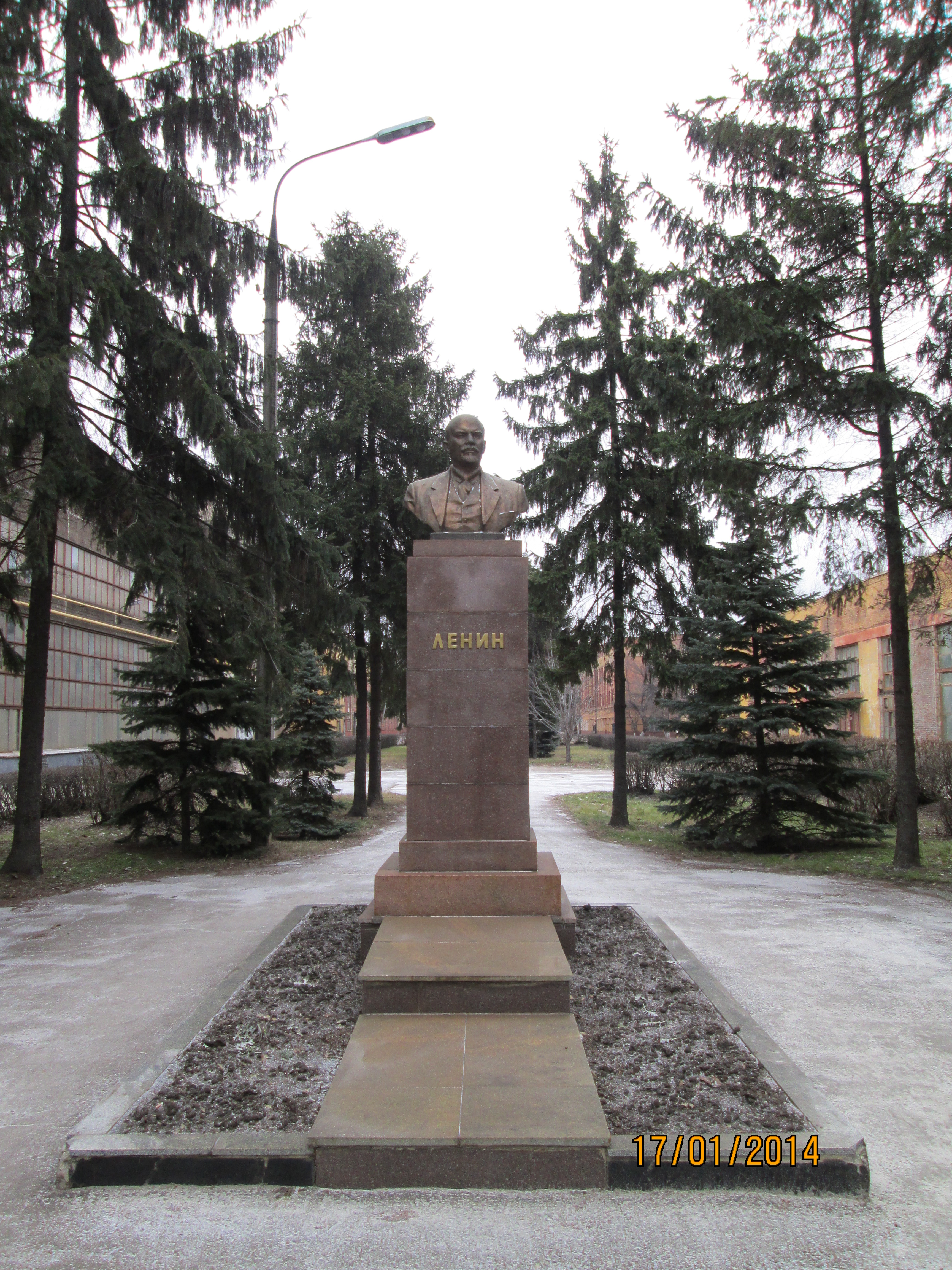
Пам'ятник Леніну знесено
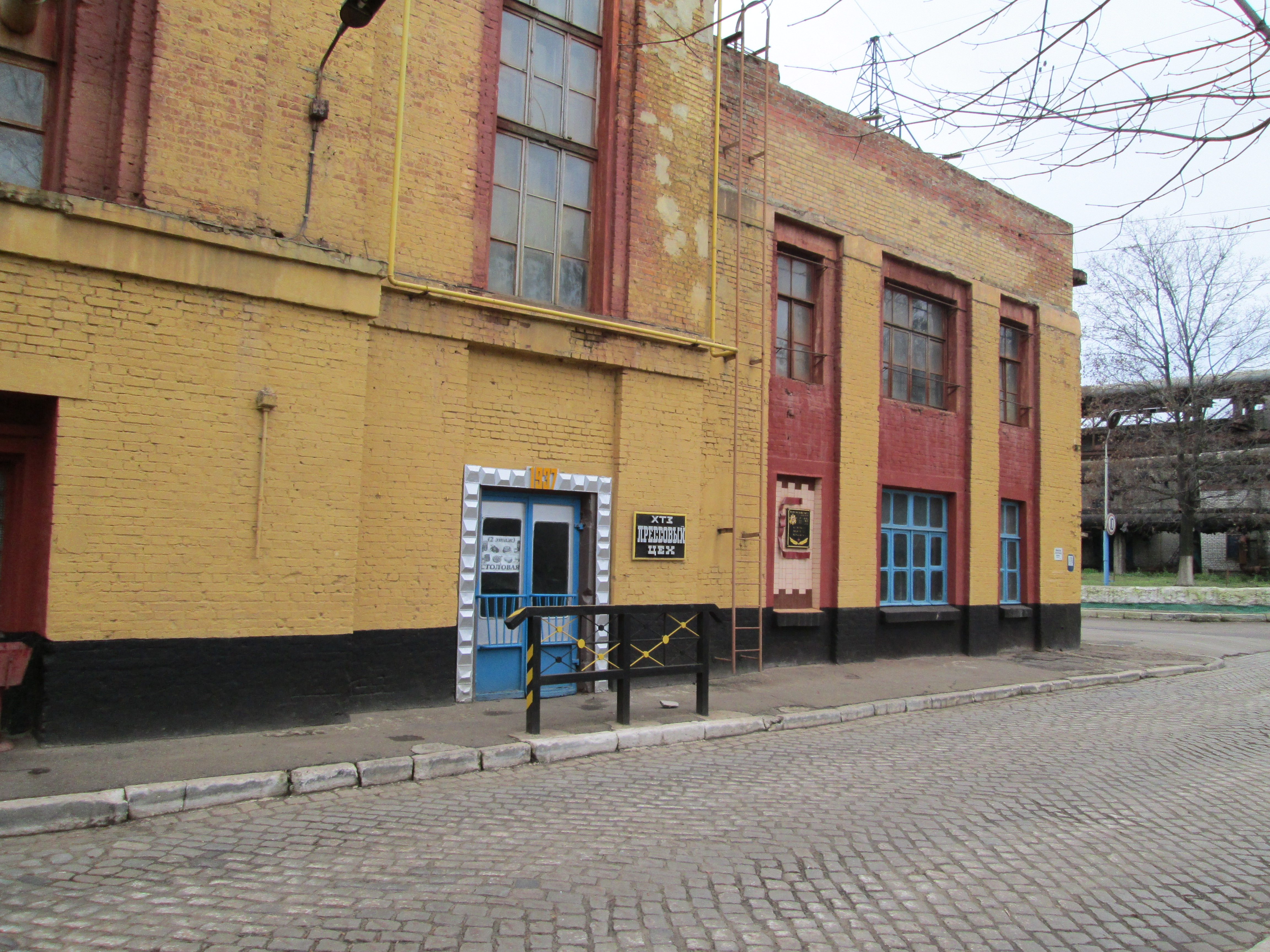
Їдальня пресового цеху
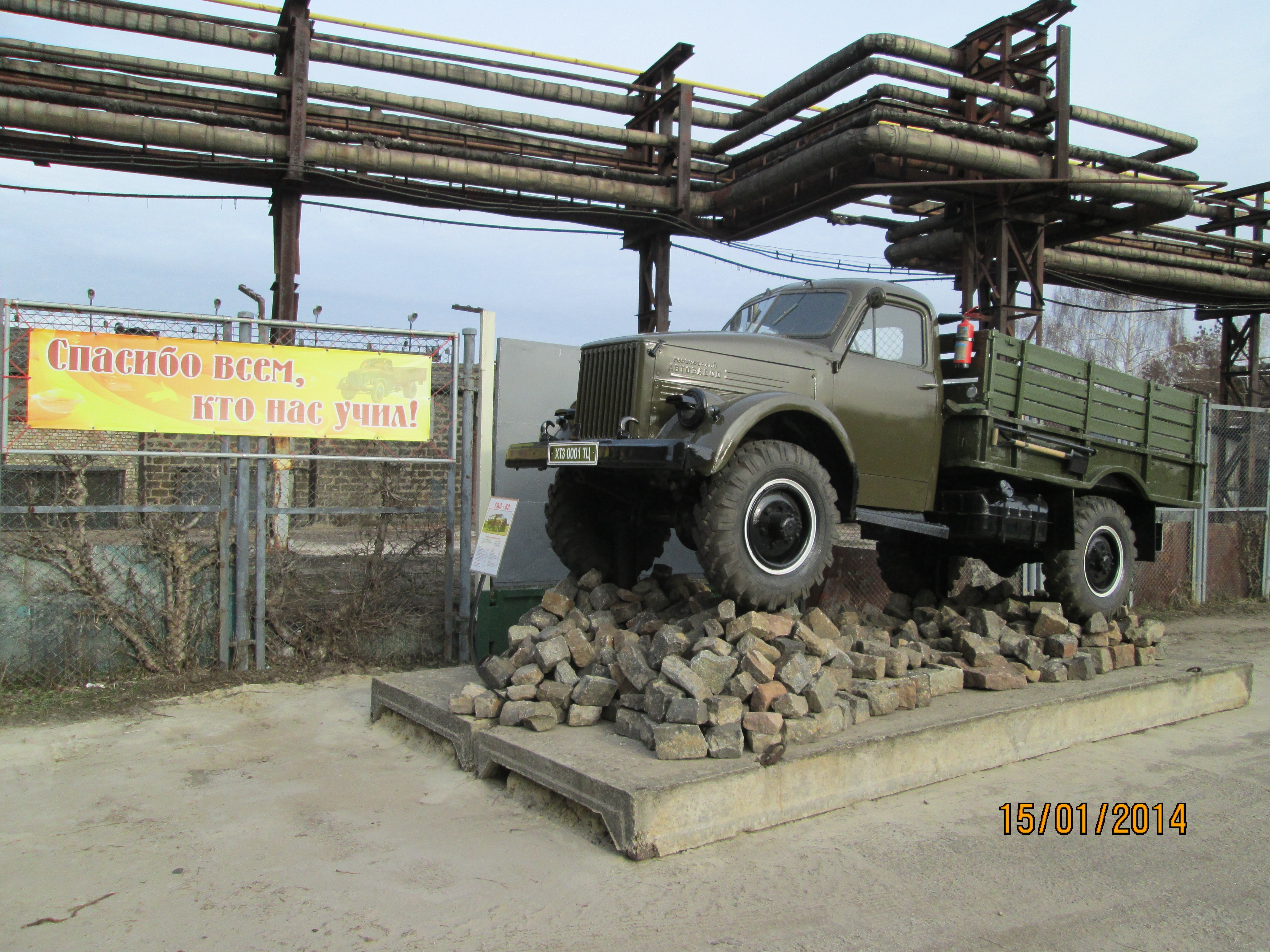
Пам'ятник ГАЗ-63
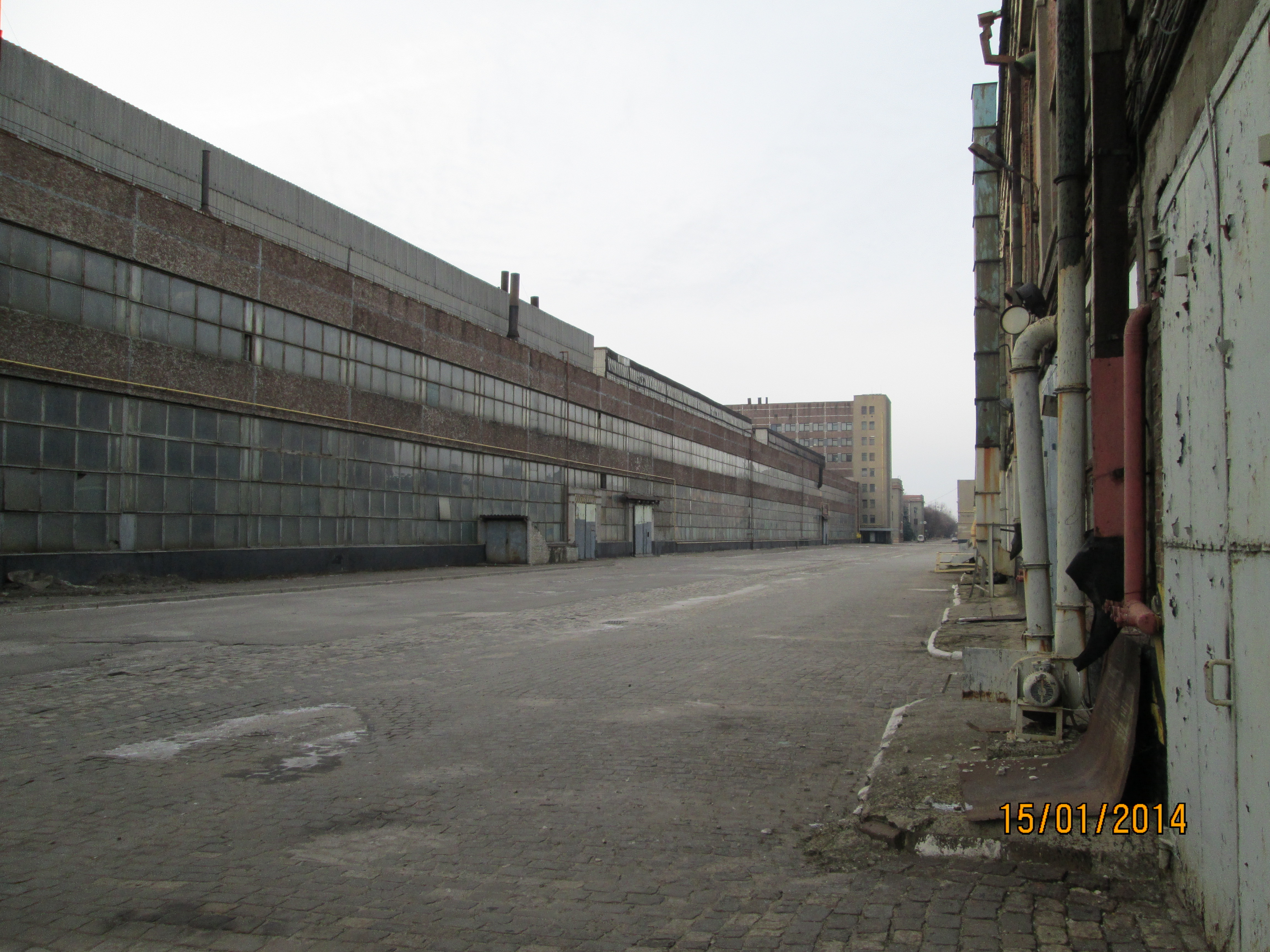
Інструментальний цех
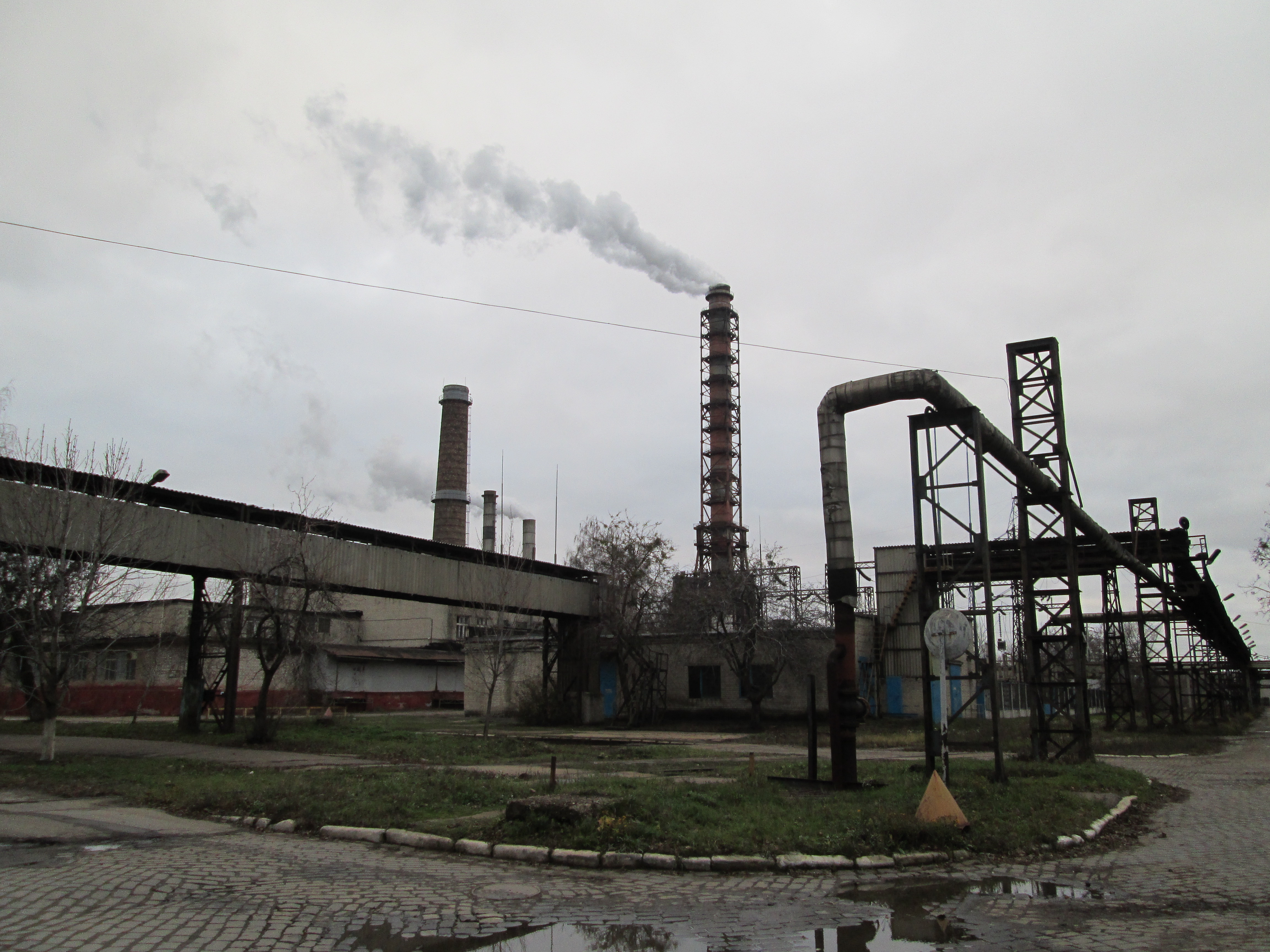
ТЕЦ-4 на території ХТЗ
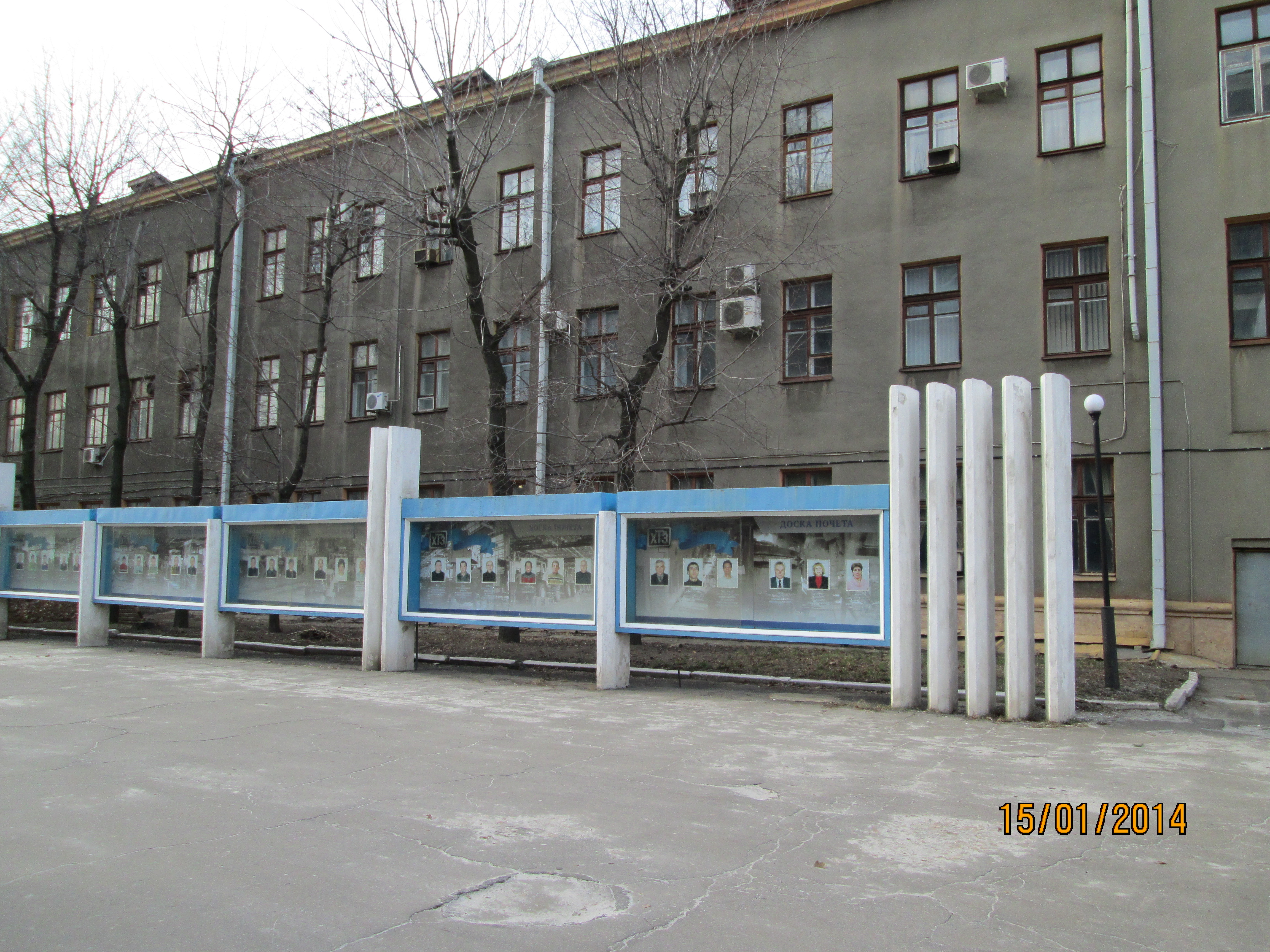
Дошка пошани
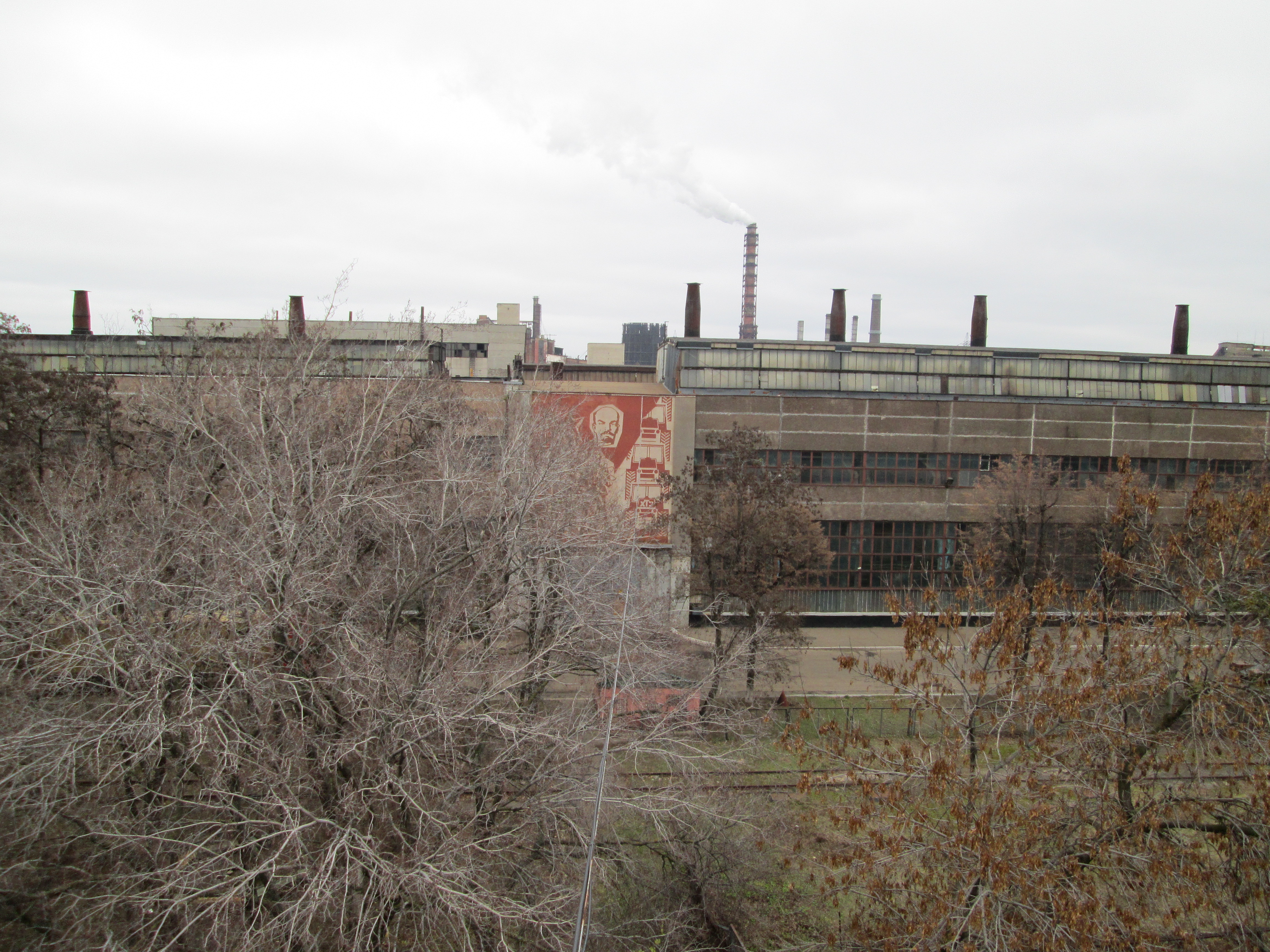
Ленін
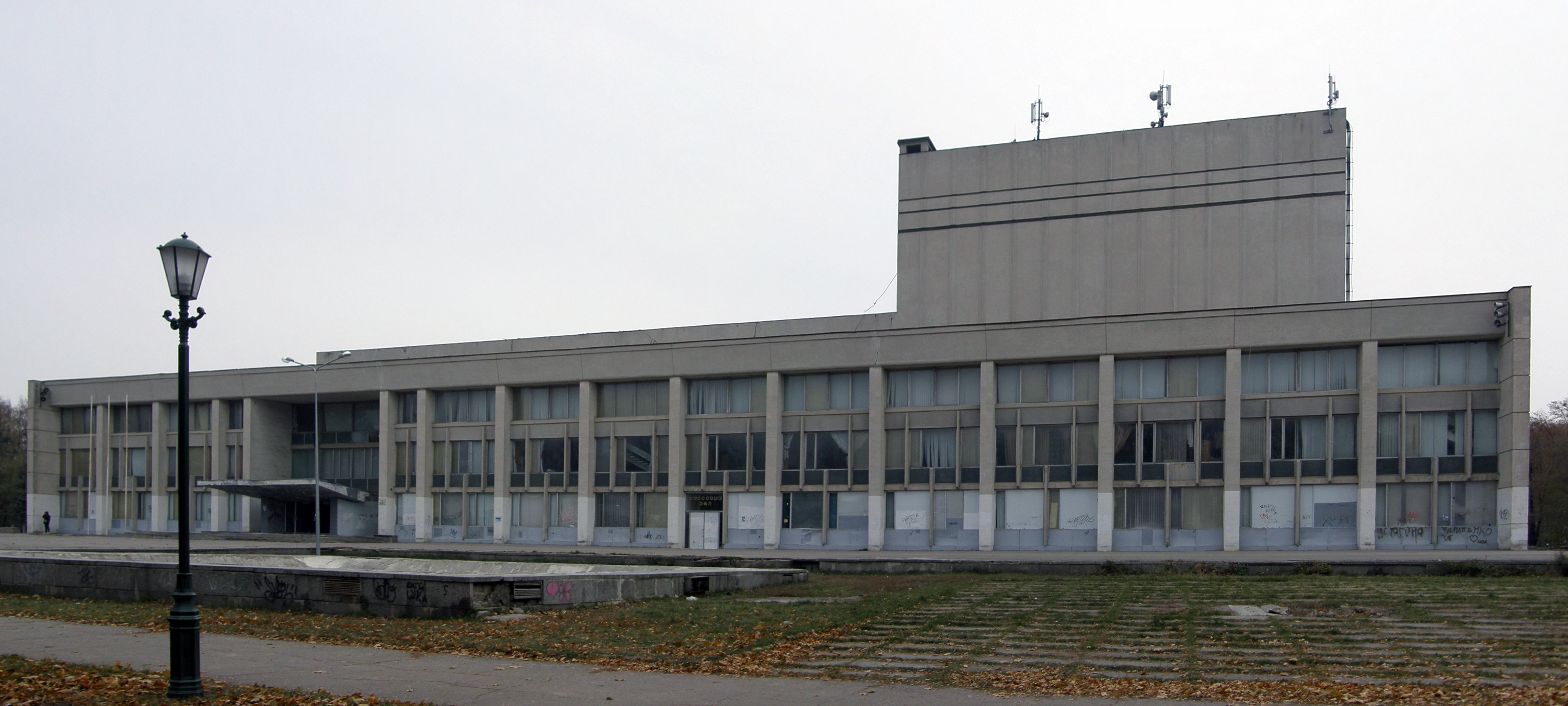
Палац культури